# Liste der Kulturdenkmale in Vollersroda
In der Liste der Kulturdenkmale in Vollersroda sind alle Kulturdenkmale der thüringischen Gemeinde Vollersroda (Landkreis Weimarer Land) und ihrer Ortsteilen aufgelistet (Stand: 26. April 2012).

## Vollersroda
Einzeldenkmale
| Bild                           | Bezeichnung | Lage    | Datierung | Beschreibung | ID |
| ------------------------------ | ----------- | ------- | --------- | --- | -- |
| weitere Bilder Fotos hochladen | Kirche      | (Karte) |           | Mächtiger Rechteckbau aus dem Jahre 1775. Eine kleine gotische Sakramentennische zeugt von dem Vorgängergotteshaus aus dem Mittelalter. Auf dem östlichen Mansarddach steht der Dachreiterkirchturm. Er ist wenig höher als das Dach. Das Dach ist neu gedeckt und die Bausubstanz ist in Ordnung. Der Innenraum ist düster nach den Gesichtspunkten des 19. Jahrhunderts ausgemalt. 1896 wurde von Adam Eifert die Orgel eingebaut. Die Bronzeglocken sind aus dem Jahre 1877. Auch der Taufstein und eine Heiligenfigur sind älter als das Gotteshaus |    |

## Quelle
- Denkmalliste Landkreis Weimarer Land. (PDF; 929 kB) weimarerland.de